# 大学令
大学令（だいがくれい、大正7年12月6日勅令第388号）は、原内閣の高等教育拡張政策に基づき、官立の帝国大学に限られていた大学を、公立及び私立の設置を認め、官公私立大学に適用される日本の勅令。
1918年（大正7年）12月6日に公布、1919年（大正8年）4月1日に施行された。

## 概要
五箇条の御誓文を経て明治5年（1872年）に発布された学制は8大学区を制定し、それらに設置する大学を定めた。翌1873年（明治6年）には7大学区に改正、学制による大学区分により設置大学を選定した。フランスの学制にならったもので、各大学区に中学校32校、各中学区に小学校210校を置き、国民皆学を目指した。富国強兵・殖産興業政策の推進のために、国民的な規模で教育水準の向上が求められた。
しかし、1879年（明治12年）に教育令が発布されると地方の実情を無視した画一的な学制は廃止される。アメリカの自由主義的制度を採用しようとするものの地方での教育衰退が目立ち、翌1880年（明治13年）に改正(第二次教育令)。教育の国家基準を明確にし、中央集権化を強調した。のち1883年（明治16年）第三次教育令で再び地方の負担減を図っている。学校令により義務教育の土台を固めるなか明治政府は帝国大学を設置。他、残るものから徐々に官立化されて行き、学制による大学校予備軍は1899年（明治32年）の私立学校令にて枠組みが制定。1903年（明治36年）の専門学校令により高等教育機関の枠組みに法文化した。
大学令施行の1919年（大正8年）には1校、続いて1920年（大正9年）には10校が大学令による大学として設置された。以後も認可が行われ、官立の高等師範学校の研究科、官公立の高等実業学校（1944年（昭和19年）に専門学校（旧制）に名称統一）の専攻科のや私立の専門学校が大学令による大学となった。
大学令では修業年限は3年（医学部は4年）と定められていた。
第二次世界大戦後の1947年（昭和22年）に学校教育法の施行により大学令は廃止されたが、学校教育法施行の際は、従前の規定による学校としてなお存続し、1949年（昭和24年）に旧制専門学校などを包括させて新制大学が発足したのち廃校となった。また、学校教育法第98条第2項の規定（従前の規定による他の学校になることができる）により、医学専門学校を中心に、1950年（昭和25年）まで大学令に基づく大学（旧制大学）の設置が行われた。

## 内容
学部の設置
- 1つの大学に原則複数の学部を設置する。それまで帝国大学は分科大学制度であり、大学令においても当初枢密院に提出された案[15]では分科大学制であったが、枢密院での修正[16]で学部制となり、帝国大学も学部制となった。
- 学部の種類は法学、医学、工学、文学、理学、農学、経済学、商学
- 研究科を設置しなければならない。
- 複数の学部を設置する大学では、研究科間の連絡調整を行うために、各研究科を総合して大学院を設置することができる。

設置者

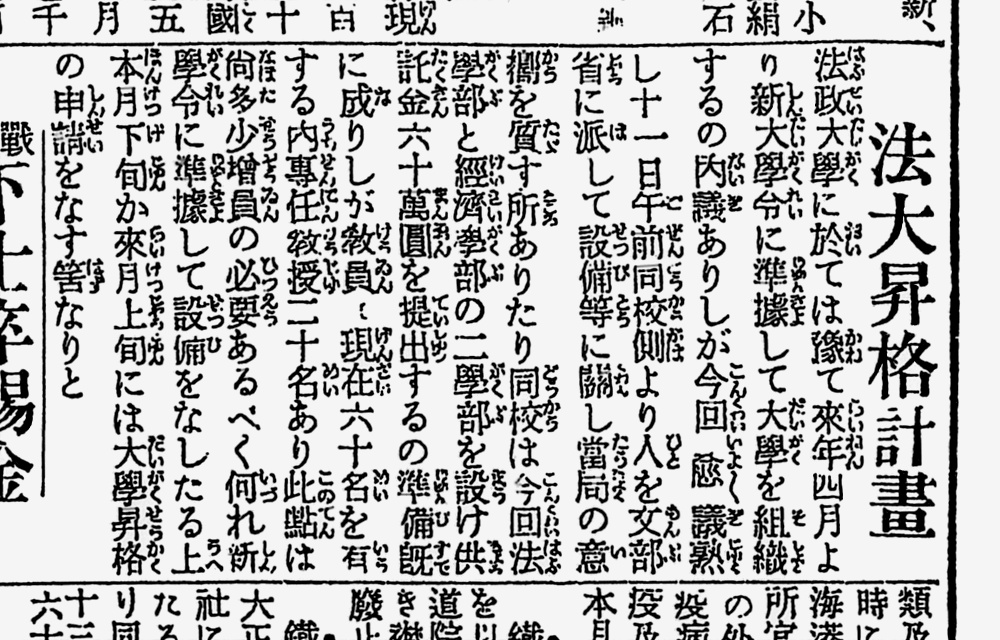
法大昇格計画（『東京朝日新聞』 1919年9月12日付朝刊4面）
大学令による私立大学の昇格実現のためには供託金納付、専任教員の確保、新校舎建設などの難題をクリアしなければならなかった。

- 帝国大学については、大学令の制定に合わせて帝国大学令が全面的に改正され、帝国大学令は組織のみ規定し、学生の修業年限、卒業については大学令の規定によることになった。また帝国大学以外の官立大学も設置が可能になり、東京商科大学等が設立された。なお大学令が帝国大学にも適用のあることについては、大学令の制定に伴う帝国大学令の改正を審議した枢密院の審査報告において「過日発布セラレタル大学令カ官公私立ヲ通シテ各大学を支配スル根本法規ニシテ帝国大学令ハ本令ノ下ニ立ツ帝国大学ノ規程」と説明している[1]ことからも明らかである。
- 公立大学 - 北海道および府県に限るとされたが、1928年1月、第5条が改正[17]され、市による大学設立が認められた。これにより、大阪商科大学（市立）の設立が認可された。なお、東京都が1943年に設置されたが、このとき東京都制施行令（昭和18年6月19日勅令第509号）第147条第2項により、他の命令の規定中の「府」には「東京都」を含むとされたため東京都も設置可能であったが、実際の設置はなかった。
- 私立大学 - 大学を運営・維持できる収入を生むだけの基本財産[18]を持つ財団法人でなければならない。
- 公立大学および私立大学の設立・廃止の認可は、文部大臣が行う[19]。なお東亜同文学院大学のような外地に設置された大学については、文部大臣の職権は外務大臣が行うとされた[20]。
  - ただし、前段の文部大臣の認可は、勅裁を請わなければならない[21]。この勅裁を要するとする規定は、大学令の廃止まで維持されたため、1947年2月に認可された玉川大学についても勅裁がされている[22]。しかし学校教育法の施行後に、旧制専門学校から旧制大学になった場合は、学校教育法の委任により以降の手続を定める「従前の規定による学校が従前の規定による大学となるときの件（昭和22年文部省令第12号）が、「大学令第8条第2項に規定によらない」と定めたため勅裁は行われていない。
- 公立大学および私立大学の監督も、文部大臣が行う[23]。

予科
- 必要に応じて設置し、高等学校高等科程度の高等普通教育を行う。
- 定員は毎年予科修了者の数が大学に収容できる数を超過しない程度とする。

修業年限
- 予科 - 3年または2年
- 学部 - 3年以上（医学部は4年以上）在学し、一定の試験に合格した者は学士と称することができる（第10条）。

入学資格
- 予科 - 修業年限3年の予科は中学校4年の修了者、修業年限2年の予科は中学校（5年）卒業者とする。
- 学部 - その大学の予科の修了者、高等学校高等科の卒業者とする（第9条）。
- 研究科 - 学部に3年以上（医学部は4年以上）在学し、相当の学力を備え、当該学部で適当と認められた者。

## 大学の名称独占
大学令の制定により、「本令ニ依ラサル学校ハ勅定規程ニ別段ノ定アル場合ヲ除クノ外大学ト称シ又ハ其ノ名称ニ大学タルコトヲ示スヘキ文字ヲ用ウルコトヲ得ス」（第21条）とされた。ただし附則第2項で「本令施行ノ際現ニ大学ト称シ又ハ其ノ名称ニ大学タルコトヲ示スヘキ文字ヲ用ウル学校ニハ当分ノ内第二十一条ノ規定ヲ適用セス」とされたため、それまで法令上専門学校だった学校を中心に名称に大学を含むものはそのままの名称を維持できた。これらの多くは大学令による大学となったが、東京女子大学のように最後まで大学令による大学にならないものもあった。

## 廃止
- 学校教育法が施行された1947年（昭和22年）4月1日に廃止された[24]。